# مکائوی گلوآبی
مکائوی گلوآبی (نام علمی: Ara glaucogularis) نام یک گونه از سرده طوطی‌های شادرنگ است.

## نگارخانه

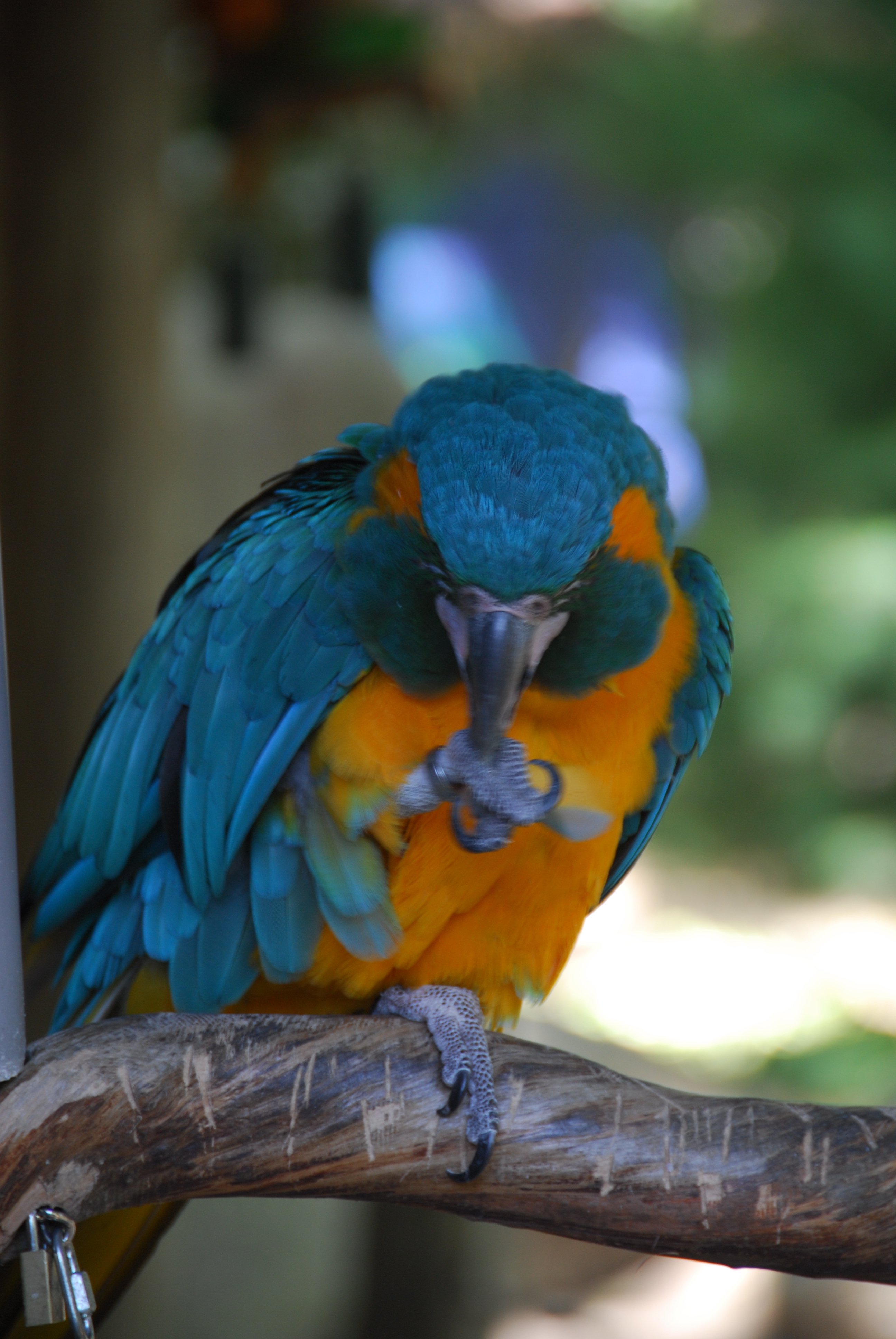
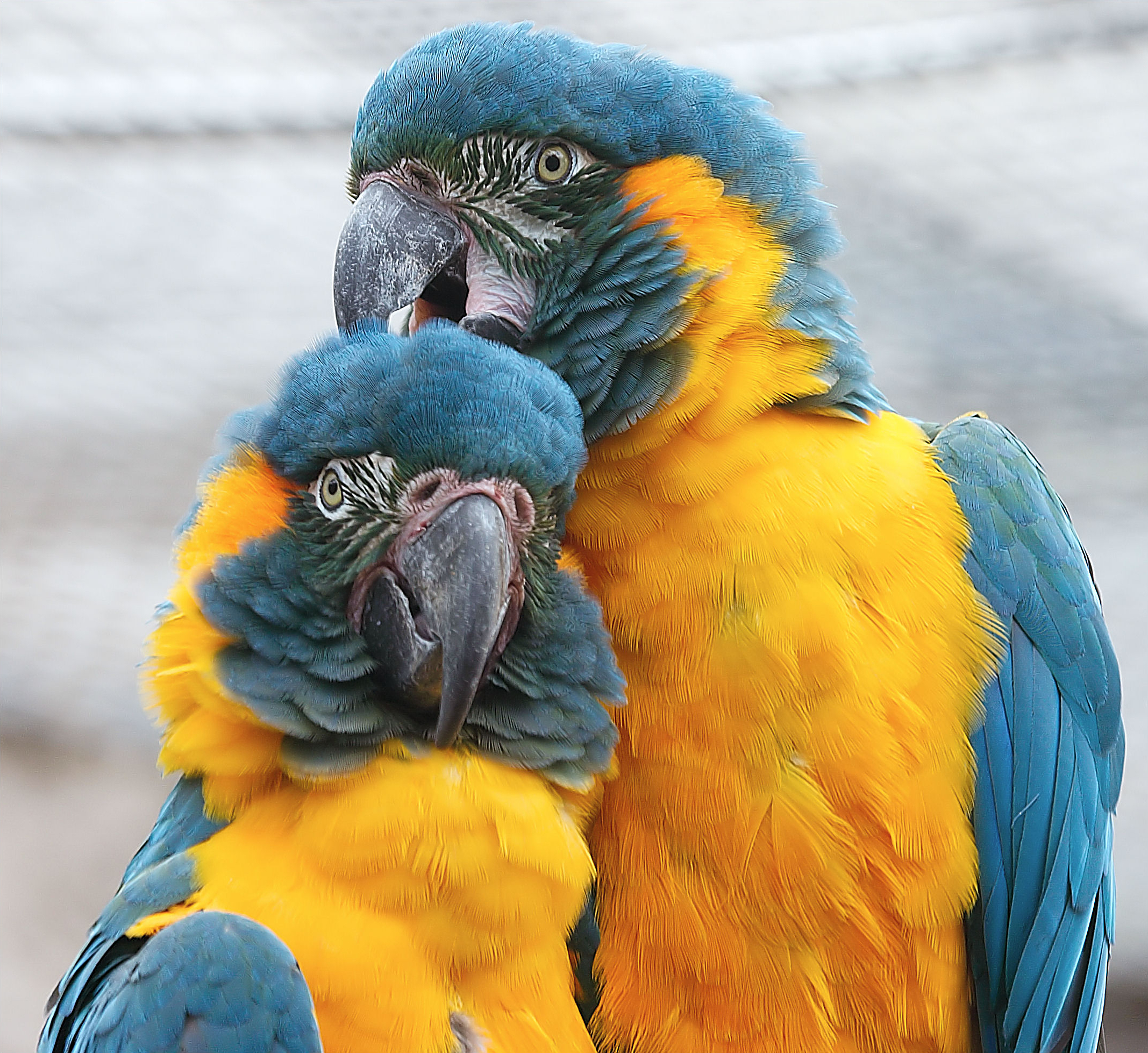